# Timothy Anjembe
Timothy Anjembe là một cầu thủ bóng đá người Nigeria hiện đang thi đấu ở vị trí tiền đạo cho câu lạc bộ Hoàng Anh Gia Lai tại V.League 1. Năm 2005, anh chơi cho câu lạc bộ Lobi Stars, nơi mà anh đã giành danh hiệu vua phá lưới Nigerian Premier League, giải đấu cao nhất của Nigeria, ở tuổi 18 và được coi là một trong những tài năng trẻ đầy triển vọng của giải. Một năm sau đó, anh chuyển đến câu lạc bộ Enyimba và thi đấu tại Giải vô địch các câu lạc bộ châu Phi.
Timothy Anjembe rời Nigeria để tới câu lạc bộ XM The Vissai Ninh Binh năm 2009 nhưng sau đó anh lại được đem cho câu lạc bộ Đồng Tháp mượn. Trong trận đấu ra mắt câu lạc bộ, anh lập 1 hattrick vào lưới Hoàng Anh Gia Lai qua đó ấn định chiến thắng 3-0 của câu lạc bộ Đồng Tháp. Kết thúc mùa giải, anh được đề cử cho danh hiệu cầu thủ nước ngoài xuất sắc nhất giải. Năm 2010, Timothy Anjembe gia nhập Hòa Phát Hà Nội, một câu lạc bộ có trụ sở tại Hà Nội.

## Sự nghiệp

### 2013
Sau mùa giải 2012 tại câu lạc bộ Hà Nội (Hòa Phát Hà Nội cũ), anh may mắn giành được danh hiệu vua phá lưới với 16 bàn chỉ kém Gaston Merlo của SHB Đà Nẵng 1 bàn do cầu thủ của đội bóng sông Hàn bị chấn thương trong giai đoạn cuối mùa giải.
Bầu Kiên sau đó bị bắt còn Câu lạc bộ bóng đá Hà Nội cũng bị giải thể do đó anh và các đồng đội phải nhanh chóng tìm bến đỗ mới và điểm đến tiếp theo của anh chính là đội bóng Cố Đô Hoa Lư.

## Cá nhân
- Vua phá lưới Nigerian Premier League 2005
- Vua Phá Lưới V-League 2012